# Nebbiuno
Nebbiuno (Nibiun en piémontais, Nebiün en lombard) est une commune italienne de la province de Novare, dans la région du Piémont. Elle se situe sur le territoire de l'Alto Vergante et appartient à la Comunità montana dei due laghi.

## Géographie physique

### Territoire
Le territoire de la commune de Nebbiuno est en grande partie formé de collines.

### Hydrographie
Les principaux cours d'eau de Nebbiuno sont les torrents Tiasca et Rio Colorio.
Le ruisseau Strolo traverse également Nebbiuno avant de se jeter dans le lac Majeur.
Corciago est traversé par le ruisseau Valle qui le sépare de Tapigliano.
À Tapigliano, deux ruisseaux trouvent leur source pour traverser ensuite Corciago et rejoindre finalement le torrent Tiasca. Ce dernier naît à Colazza et longe le sud de Nebbiuno.

### Climat
Le climat est tempéré à caractère légèrement continental avec des hivers froids et des étés chauds. Le climat est cependant mitigés en hiver grâce à la proximité du lac Majeur et en été grâce aux brises fraîches qui descendent du Mottarone, le sommet le plus haut du Vergante où le climat est typiquement alpin. La zone est plutôt pluvieuse au printemps et en automne. En été, les orages sont fréquents et peuvent être parfois assez violents. Il ne neige pas souvent en hiver et la neige ne tient que quelques jours. En effet, la présence du lac Majeur tempère les températures.
À quelques kilomètres plus au nord, la situation est très différente. Sur le Mottarone, le sommet compris entre les communes de Stresa, Gignese, Omegna et Armeno, les chutes de neige sont très fréquentes et permettent la pratique du ski alpin de début décembre à mi-avril. La température moyenne annuelle à Nebbiuno est d'environ douze degrés. Le climat local est donc sensiblement plus frais par rapport au climat général sur cette rive du lac.

## Géographie politique

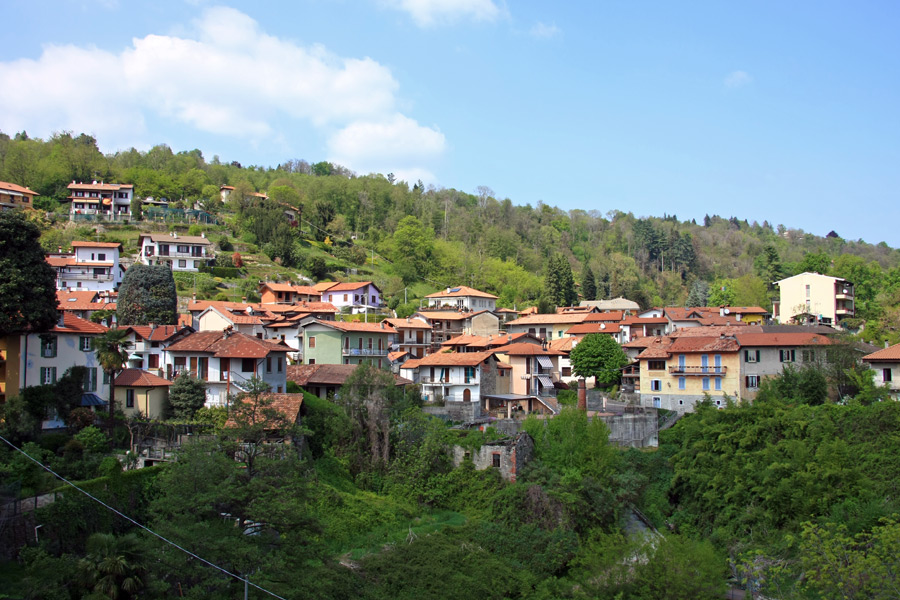
Vue de Nebbiuno.

### Hameaux
Nebbiuno comprend sur son territoire les anciennes communes de Fosseno, Tapigliano et Corciago.
- Fosseno (206 hectares[3]) est un petit village à une altitude de 596 m au pied du Sasso del Pizzo. La commune de Fosseno a été annexée à celle de Nebbiuno par un décret royal de 1928[5]. Fosseno a toujours été un centre basé sur l'agriculture et l'élevage. Le bétail était élevé dans de nombreux alpages dans les bois surplombant le village. Les bois étaient par ailleurs exploités pour leur matière première et la profession de bûcheron était autrefois très répandue parmi les habitants. Ses origines sont très anciennes et remontent environ au XIe siècle.
- Tapigliano se trouve sur une colline qui domine les villages de Nebbiuno, Pisano et Corciago. En 1928, Tapigliano, Corciago et Colazza ont été annexés par décret royal à la commune de Pisano. En 1950, Tapiglano a ensuite été annexé à la commune de Nebbiuno[5].
- Corciago (414 m d'altitude, 118 hectares[3]) se trouve le long de la route qui part de Nebbiuno et qui descend vers Meina. Comme Tapigliano, Corciago a été annexé à Pisano en 1928, puis à Nebbiuno en 1950[5]. On y trouve deux édifices religieux du XVIIIe siècle, l'oratoire de Santi Nazaro e Celso et celui de la Madonna della Neve.

### Alpages
Sur le territoire de Nebbiuno, en particulier dans les bois qui surplombent Fosseno, se trouvent d'anciens alpages qui sont aujourd'hui en grande partie abandonnés. On peut citer notamment l'Alpe Ostobbio, l'Alpe della Chiesa, l'Alpe dei Bosciul, l'Alpe Mottaronda et l'Alpe Cornaggia.

### Communes limitrophes
Armeno, Lesa, Massino Visconti, Meina, Pisano.

## Activité économique
Renommé autrefois pour sa production de fruits, (en particulier les fraises, de châtaignes et de noix de Fosseno), le village était aussi connu pour son vin de bonne qualité,.
Nebbiuno est aujourd'hui un grand producteur de fleurs comme une bonne partie de la région. Ces fleurs sont exportées en Italie et dans une bonne partie de l'Europe occidentale.
Depuis 1870, la ville dispose aussi d'une usine à papier,,.

## Origine du nom
Nebbiuno dérive du latin nebionus (le brouillard) ou plus probablement nibbio, un oiseau présent dans la région. Une légende locale raconte qu'un seul habitant aurait survécu à une épidémie de peste au XVIIe siècle en se cachant dans un puits. De là viendrait le nom du village: Ne ebbi uno (il n'en resta qu'un). Cette histoire n'a toutefois aucun fondement réel.

## Histoire
D'origine probablement romaine, Nebbiuno a suivi les évènements qui caractérisent la rive occidentale du lac Majeur.
L'histoire documentée de Nebbiuno commence en 1306 avec un document dans lequel on confirme que le village est la priopriété des moines de Saint-Gall à Massino Visconti. On trouve cependant des traces d'un passage probable de celtes et puis successivement l'installation de populations ligures, gauloises, insubres et lépontiens. Ces derniers ont été chassés du Vergante par l'empereur Auguste au Ier siècle av. J.-C..
Différents parchemins datant de 1355, 1372 et 1374 attestent l'attribution par l'archevêque de Milan du fief dont Nebbiuno faisait partie aux Visconti. Un document de 1380 atteste la présence d'un château dans le village dont on trouve la trace autour de l'église. Des fouilles des années 1930 y ont mis au jour de solides fondations.
En 1412, les Visconti ont confié le fief à la famille Morigia. À la mort de Giacomo Morigia, sa femme Eleonora Visconti a vendu ses propriétés dont faisait partie La Campiglia à une autre branche de la famille Visconti qui était installée à Massino.
À partir de 1535, la zone a été sous domination espagnole et en 1630, Nebbiuno a été devasté par une épidémie de peste. Seules quatre personnes ont survécu, Tapigliano est dévastée également et sera en partie détruit. C'est à cette époque que sa paroisse sera fusionnée avec celle de Nebbiuno. Au XIXe siècle, on estime que Tapigliano n'a toujours pas retrouvé sa population d'antan lorsqu'elle récupère une paroisse indépendante en 1819.
En 1741, un document atteste la volonté des échevins et des habitants de Nebbiuno de construire une série de chapelles entre Nebbiuno et Corciago.
En 1743, par le traité de Worms, le nord de la région de Novare passe aux mains du royaume de Sardaigne. Nebbiuno est alors intégré à la Province de Pallanza et au commandement de Lesa.
À la suite de la campagne de Russie de Napoléon Bonaparte en 1812 et de la retraite qui a suivi, les habitants se sont rebellés à cause de l'augmentation des impôts et de l'appel aux armes. Ils se sont attaqués et ont mis le feu aux administrations communales détruisant ainsi les archives et causant la perte de nombreux documents historiques.
Avec la naissance du royaume d'Italie, la province de Pallanza a été transformée en arrondissement (supprimé en 1927) et a été intégrée à la province de Novare dont Nebbiuno fait toujours partie à ce jour.
En 1918, le monument aux morts a été construit pour commémorer les 19 soldats du village morts durant la Première Guerre mondiale (1915-1918).
D'autres communes seront ensuite annexées à Nebbiuno : Fosseno en 1928, puis Corciago et Tapigliano en 1950.

## Monuments et lieux d'intérêt

### La Campiglia
La Campiglia est un ancien bourg médiéval autrefois fortifié qui se trouve sur la route qui part de Nebbiuno et va vers Massino Visconti. Elle était connue autrefois comme la Frazione Torre et était structurée comme un bourg autonome. Jadis, il y avait une ancienne tour de guet dont il ne reste aujourd'hui qu'une trace intégrée dans un bâtiment plus récent.

### Architecture religieuse
Église San Giorgio (Nebbiuno)
L'église remonterait au XIVe siècle. En effet, les Lombards étaient connus pour avoir une dévotion particulière pour saint Georges et leur présence dans la région a été attestée par des recherches archéologiques. Elle a été agrandie plusieurs fois par la suite. Les nefs latérales ont été rajoutées au cours du XVIIIe siècle. Le clocher date de 1775. À l'intérieur, on remarquera la statue de la Madone du Rosaire qui remonte au XVIe siècle et au dessus de l'entrée une fresque représentant saint Georges terrassant le dragon,. L'orgue date de la deuxième moitié du XIXe siècle.
Église Santi Nazaro e Celso (Corciago)
Cette petite église est très ancienne. On dit qu'elle aurait été construite par saint Jules d'Orta au IVe siècle. Sa rénovation au XVIIIe siècle a englobé sa structure romane qui remontait au XIIe siècle,.
Église de la Madonna della neve (Corciago)
La construction de cette église remonte probablement à 1638. La nef est de style classique tandis que la façade extérieure est de granit rose et comporte une représentation de la Vierge. On y célèbre la fête de la Madonna della neve le premier week-end du mois d'août.
Église Sant'Agata (Fosseno)
L'église d'origine était déjà dédiée à sainte Agathe mais lors de sa visite à Fosseno en 1619, l'évêque de Novare, Ferdinando Taverna, l'a considérée "mal faite, obscure, humide et trop basse" mais il faudra encore 70 ans pour qu'un nouveau projet voie le jour.
La construction d'un nouveau lieu de culte a été validée par la curie de Novare en 1679. L'église a été construite là où se trouvait précédemment une église romane. Elle possède une nef unique avec trois arcades. Les fresques du peintre Giuseppe De Giorgi datent du début du XXe siècle. Elle a été rénovée en 2002.
Église San Leonardo (Tapigliano)
On ne connaît pas l'origine de cette église mais on estime qu'elle a dû être construite vers l'an mille. Elle est mentionnée pour la première fois au XIIe siècle dans une liste d'églises de la région rédigée par l'historien Goffredo da Bussero. Tapigliano paiera un lourd tribut à la peste des années 1630 et sa paroisse sera intégrée à celle de Nebbiuno.
En 1819, Tapigliano retrouve sa paroisse indépendante et il lui faut donc une église digne de ce nom. L'année suivante, l'église est donc restaurée, agrandie et prend petit à petit la structure que nous lui connaissons aujourd'hui.
Le parvis de l'église offre un large panorama sur Nebbiuno en contrebas, le lac Majeur et la rive lombarde du lac en face. L'église a été restaurée en 2001,.

## Fêtes locales
- Fête patronale : elle est vouée à saint Georges et a lieu le premier dimanche du mois de mai.
- Fête de la Madonna della Neve (Corciago) : le premier week-end du mois d'août. Déjà fêtée au XIXe siècle, il s'agit d'une des célébrations les plus anciennes du village[9].
- Fête de la transhumance : ces deux jours de fête célèbrent la descente des bovins dans la vallée après les mois d'été[7].
- Fête de la fraise (Fosseno) : le deuxième dimanche du mois de juin. Cette fête remonte aux années 1950. En effet, à cette époque, Fosseno était réputé pour la qualité de ses fraises et en produisait 150 tonnes par an. Si les quantités produites sont moindres aujourd'hui, la tradition est restée[7].

## Littérature
Le cinéaste et écrivain Mario Soldati fait référence à Nebbiuno dans sa nouvelle "Un lungo momento magico" (Un long moment magique) publiée pour la première fois en 1991 dans le recueil Opere: I, Racconti autobiografici (Œuvres: I, histoires autobiographiques) puis republiée à titre posthume en 2006 dans le recueil Un sorso di Gattinara e altri racconti.

## Galerie photos

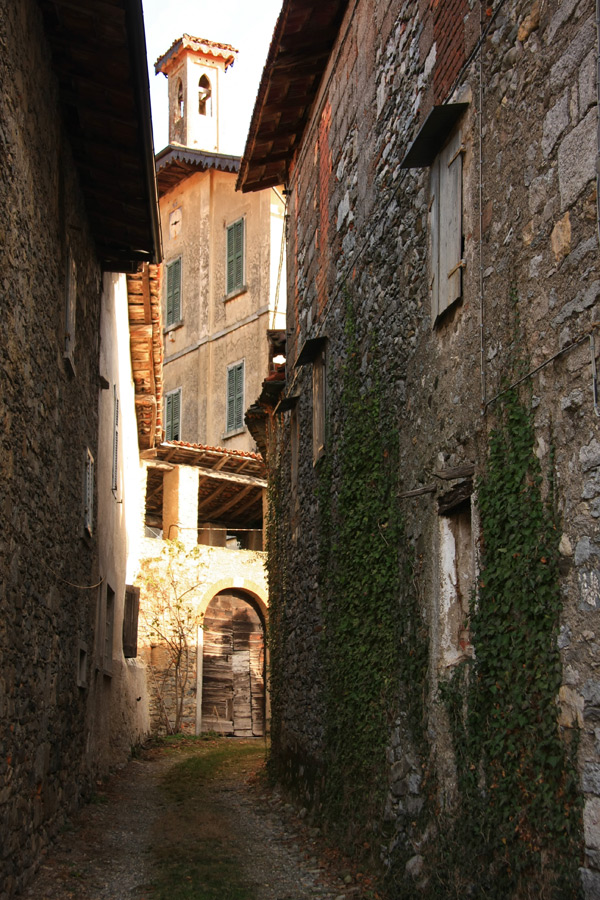
Rue de la Campiglia.
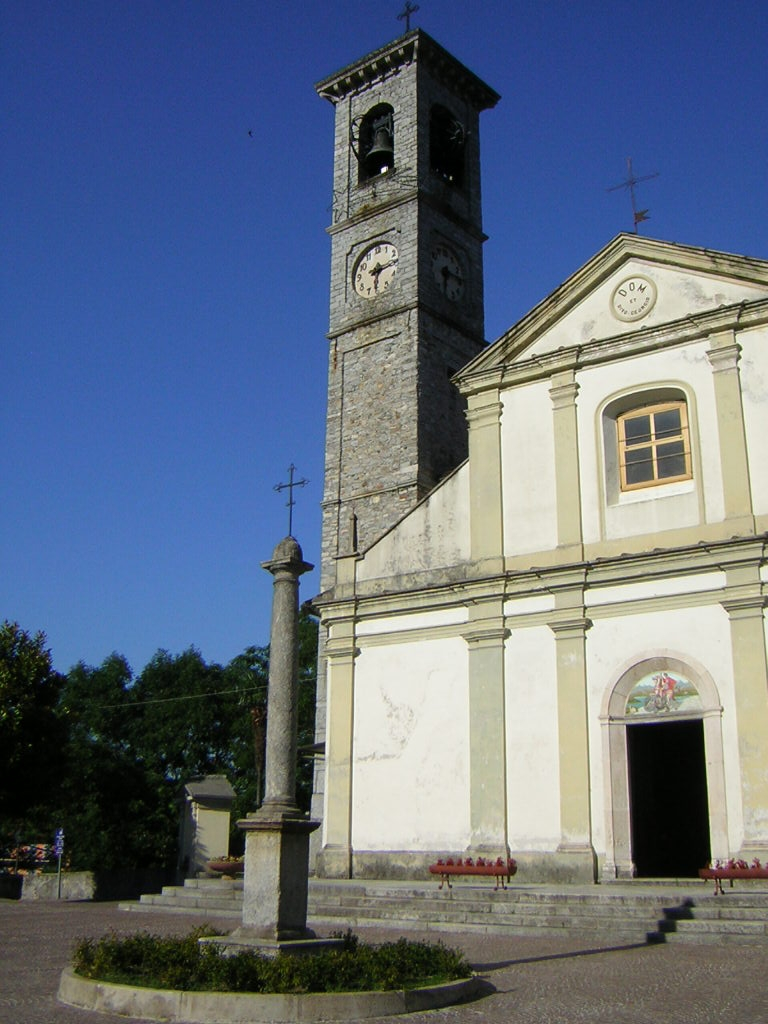
L'église San Giorgio et son clocher.
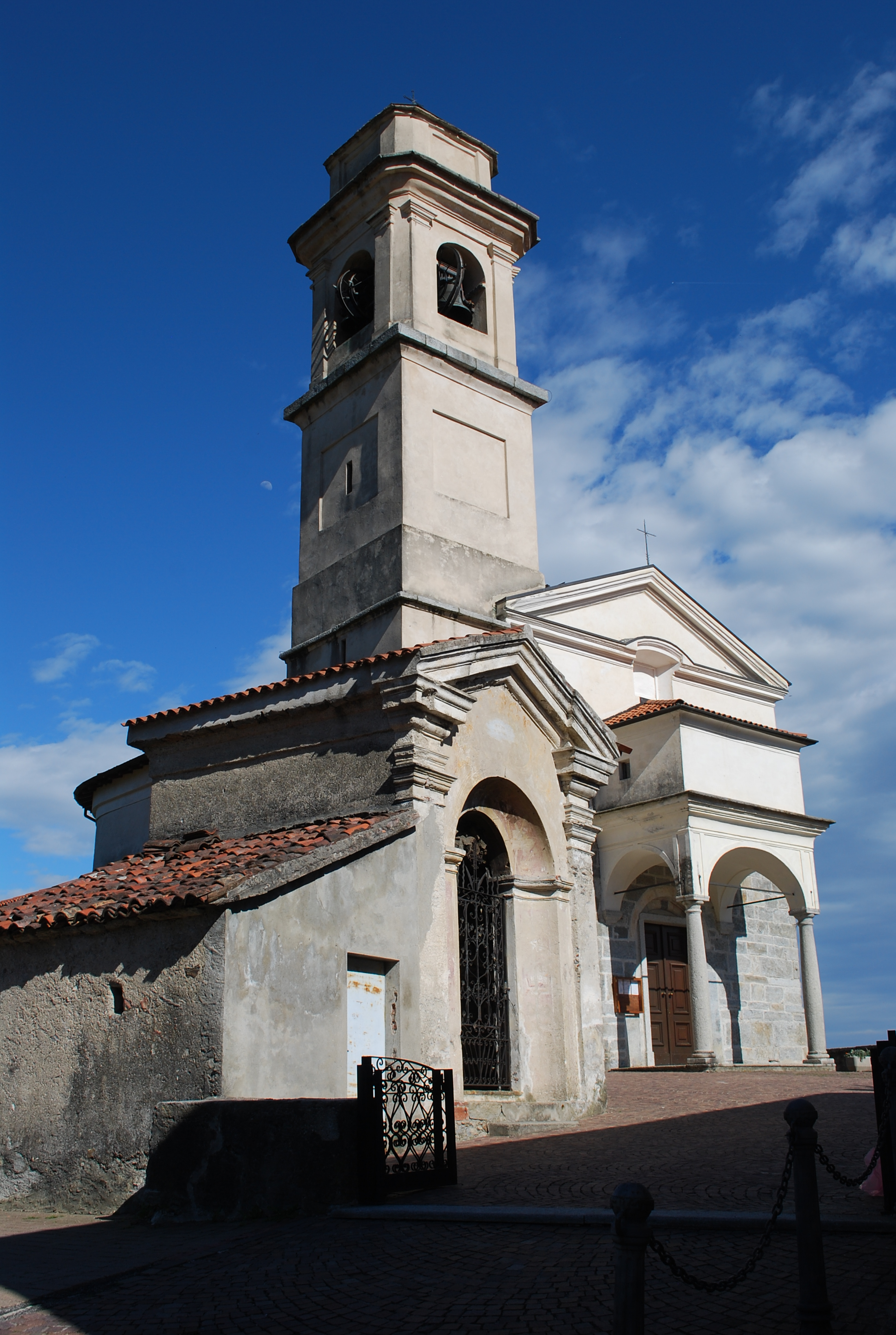
Église San Leonardo à Tapigliano.
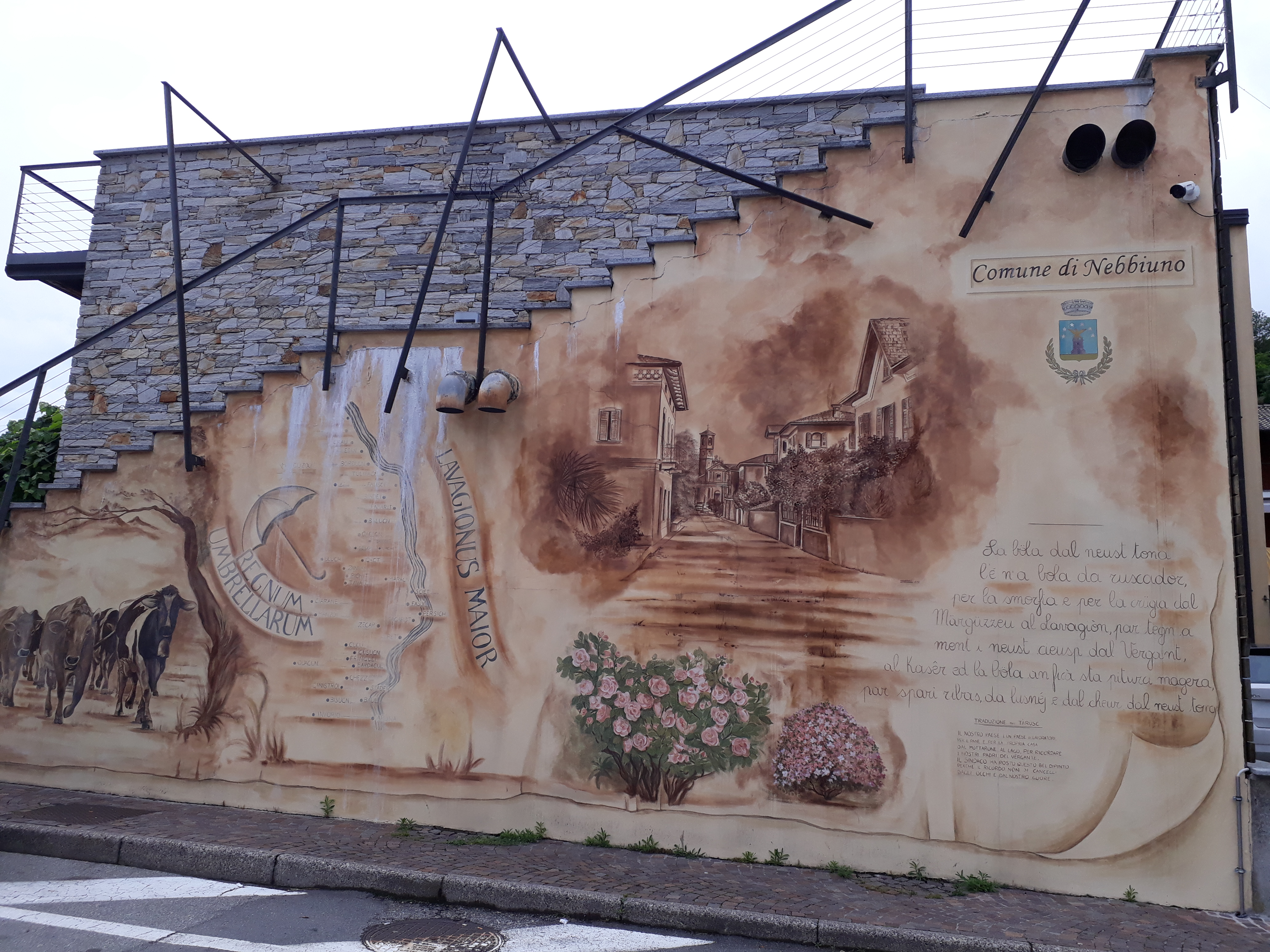
Peinture murale dans le centre de Nebbiuno.
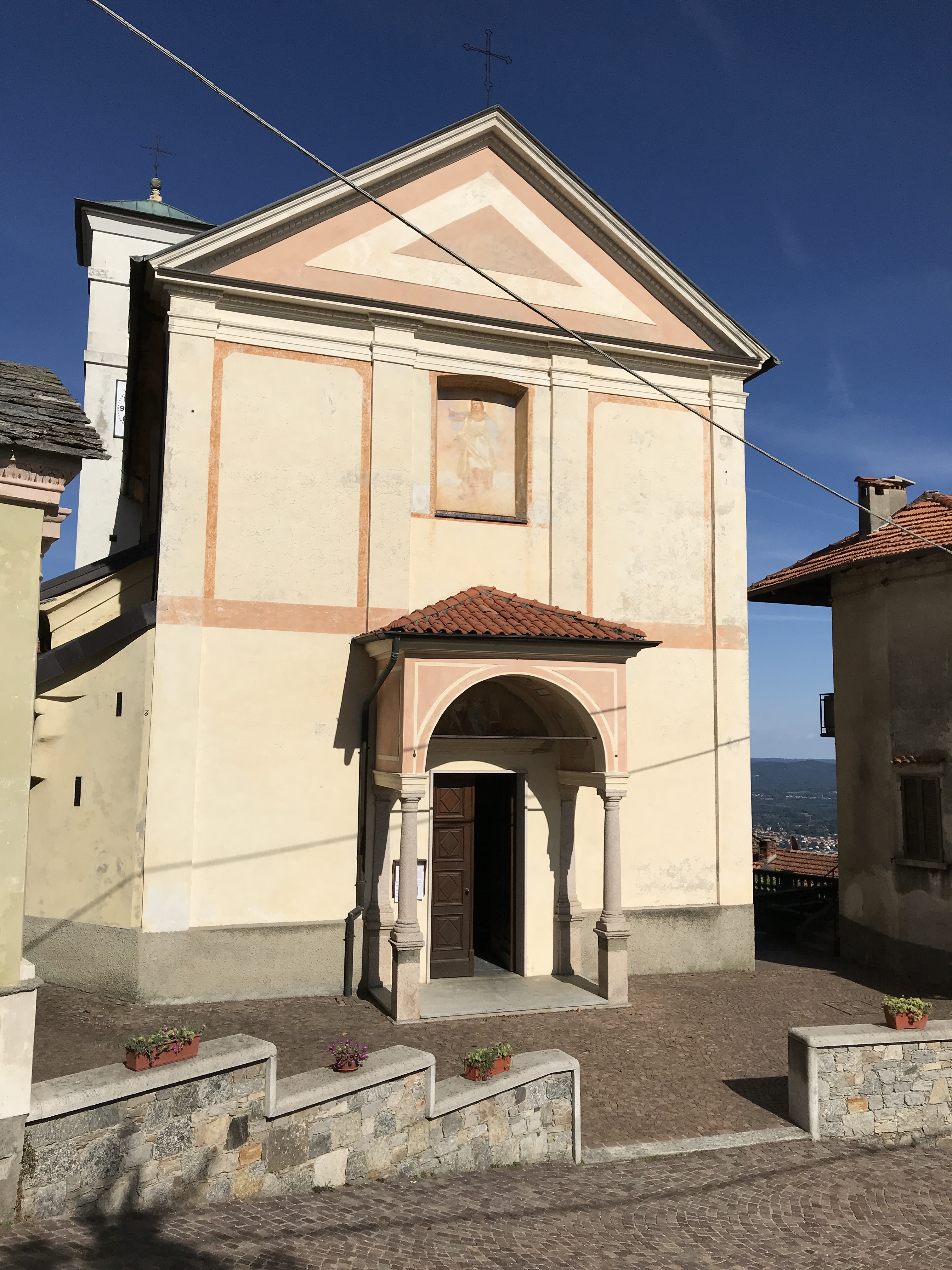
Église Sainte-Agathe (Fosseno).
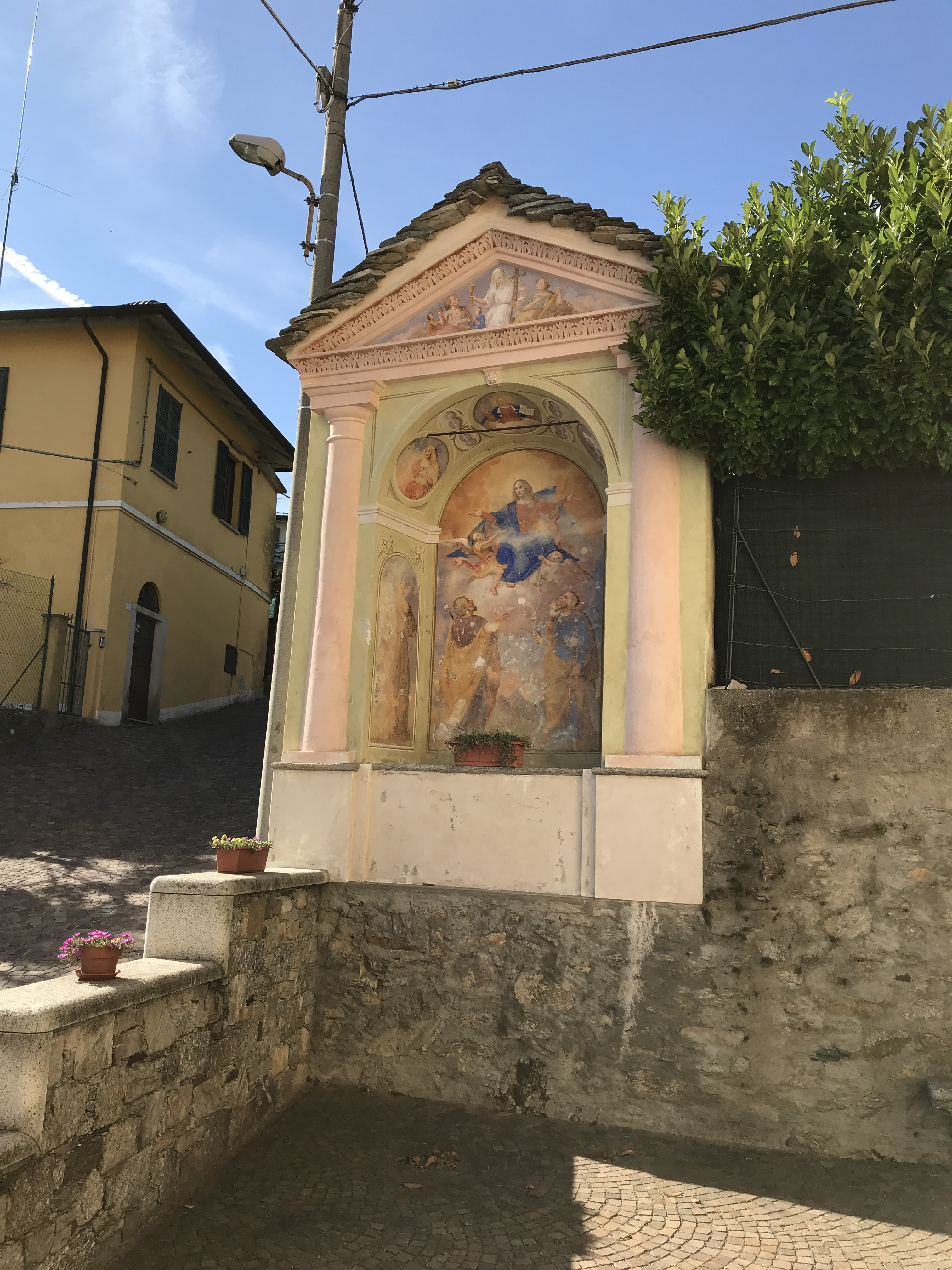
Madone dans les rues de Fosseno.
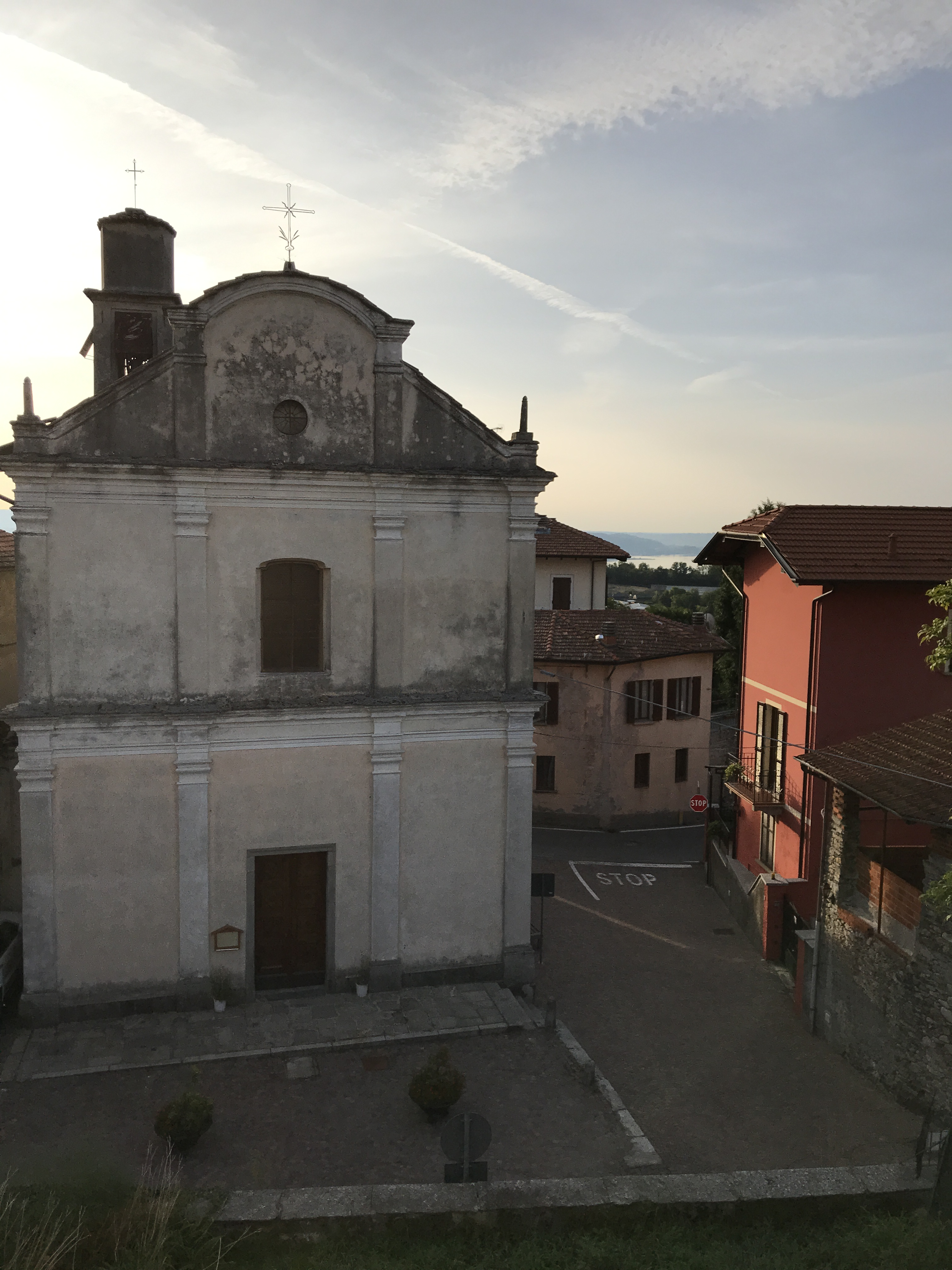
Église Saints-Nazaire-et-Celse à Corciago.

## Administration
| Période          | Période          | Identité                  | Étiquette                            | Qualité                    |
| ---------------- | ---------------- | ------------------------- | ------------------------------------ | -------------------------- |
| 23 mai 1985      | 18 mai 1990      | Terenzio Franchini        | L'Olivier                            | Maire                      |
| 18 mai 1990      | 20 juillet 1992  | Lorenzo Tadilli           | Démocratie chrétienne                | Maire                      |
| 20 juillet 1992  | 15 juillet 1993  | Gino Guiso                |                                      | Maire                      |
| 15 juillet 1993  | 22 novembre 1993 | Lorenzo La Rosa           | T.pds                                | Commissaire extraordinaire |
| 22 novembre 1993 | 17 novembre 1997 | Carlo Baranzini           | L'Olivier                            | Maire                      |
| 17 novembre 1997 | 28 mai 2002      | Carlo Baranzini           |                                      | Maire                      |
| 28 mai 2002      | 23 avril 2005    | Alfredo Guazzi            | Liste civique                        | Maire                      |
| 23 avril 2005    | 29 mai 2006      | Mariano Savastano         |                                      | Commissaire extraordinaire |
| 29 mai 2006      | 16 mai 2011      | Giovanni Battista Bertoli | Liste civique                        | Maire                      |
| 16 mai 2011      | 4 octobre 2021   | Elis Piaterra             | Liste civique « Leali per Nebbiuno » | Maire                      |
| 4 octobre 2021   |                  | Fabrizio Favino           | Liste civique « Obiettivo comune »   | Maire                      |

## Démographie
En 2019, la ville comptait 1 809 habitants.

### Corciago
| 1858 | 1862 |
| ---- | ---- |
| 231  | 245  |

Source

### Fosseno
| 1858 | 1862 | 1864 |
| ---- | ---- | ---- |
| 329  | 318  | 321  |

Source